# HD103962
HD103962 — хімічно пекулярна зоря спектрального класу B9, що має видиму зоряну величину в смузі V приблизно  7,4.
Вона  розташована на відстані близько 5260,6 світлових років від Сонця.

## Пекулярний хімічний склад
Зоряна атмосфера HD103962 має підвищений вміст 
Si
.